# Oftalmozaur
Oftalmozaur (Ophthalmosaurus) – ichtiozaur z rodziny Ophthalmosauridae. Żył w okresie późnej jury (ok. 165-150 mln lat temu) w okolicach obecnej Europy i obu Ameryk. Długość ciała ok. 6 m (długość czaszki 1 m), masa ok. 3 t. Jego szczątki znaleziono w Europie, Kanadzie i Argentynie.
Miał dobry wzrok. Jego oczodoły miały średnicę do 12 cm. Posiadał silnie rozwinięte płetwy. Prowadził nocny tryb życia. Żywił się głównie belemnitami.
Gatunki
- Ophthalmosaurus icenicus Seeley, 1874 (typowy)
- Ophthalmosaurus natans (Marsh, 1879) = Baptanodon discus (Marsh, 1880)[2]
- Ophthalmosaurus saveljeviensis (Archangielski, 1997) = Paraophthalmosaurus saveljeviensis Archangielski, 1997
- Ophthalmosaurus yasykovi (Efimow, 1999) = Yasykovia yasykovi Efimow, 1999
- Ophthalmosaurus periallus (Fernández, 1999) = Mollesaurus periallus Fernández, 1999